# Vadeni
Vadeni (2019-) est un cheval de course pur-sang spécialisé dans les courses de plat. Portant les couleurs de son éleveur l'Aga Khan, il est entrainé par Jean-Claude Rouget et monté par Christophe Soumillon.

## Carrière de courses
Élevé en France au haras de l'Aga Khan, Vadeni débute victorieusement à l'été de ses deux ans sur l'hippodrome de La Teste-de-Buch. Estimé, le poulain confirme à l'étage supérieur dans le Critérium du fonds européen de l'élevage, une Listed prisée durant le meeting d'août de Deauville. Vadeni perd son invincibilité un mois plus tard dans le Prix de Condé, groupe 3 disputé sur l'hippodrome de Chantilly où il est devancé par le futur gagnant du Critérium de Saint Cloud, El Bodegon. 
De retour à 3 ans, Vadeni réapparait dans le Prix de Fontainebleau, préparatoire traditionnele à la Poule d'essai des poulains, mais ne peut qu'y terminer cinquième. Le mile ne semble pas fait pour lui et le poulain, plutôt que s'aligner dans la Poule est redirigé vers le Prix de Guiche, une préparatoire au Prix du Jockey Club. Il s'y impose facilement, ce qui lui vaut de compter parmi les prétendants au Derby français. Il y affronte notamment l'Anglais Modern Games, lauréat de la Poule d'Essai des Poulains, Welwal qui l'avait battu dans le Prix de Fontainebleau ou encore El Bodegon. Mais nul ne peut lui contester la victoire, acquise par cinq longueurs, le plus grand écart jamais enregistré à l'arrivée du Prix du Jockey Club depuis qu'il est passé sur 2 100 mètres, en 2005. Vadeni offre un neuvième sacre à l'Aga Khan, une cinquième victoire à son entraineur Jean-Claude Rouget, et une quatrième à son jockey Christophe Soumillon. 
Pour étrenner son titre de Derby-winner, Vadeni s'en va défier les Anglais dans les Eclipse Stakes, où le champ est restreint, six partants, mais d'une exceptionnelle densité. Tous ont gagné un ou plusieurs groupe 1 et le sixième, Bay Bridge, ne devrait plus tarder à les imiter. Il est d'ailleurs le troisième favori derrière Vadeni et l'autre 3 ans de la course, Native Trail, champion européen des 2 ans en 2021, battu une seule fois, dans les 2000 Guinées anglaises, mais qui vient d'enlever l'équivalent irlandais. Les autres candidats sont Mishriff, qui fait une rentrée en quête de rachat après un naufrage dans la Saudi Cup, Alenquer, qui vient d'enlever la Tattersalls Gold Cup et le vieux Lord North. Aucun entraîneur français n'a remporté les Eclipse Stakes depuis Alec Head en 1959 avec Saint-Crespin. Et Vadeni parvient à briser le signe indien, à l'issue d'une course d'attente dans le sillage de Native Trail et en repoussant l'ultime assaut de l'infortuné Mishriff, qui a tardé à trouver le passage. De retour en septembre, il doit confirmer sa victoire de Sandown et prouver qu'il est bien le meilleur 3 ans en s'imposant dans les Irish Champion Stakes, où il retrouve Mishriff. Mais l'un et l'autre ne peuvent qu'assister à la lutte entre Luxembourg, qui passe pour le meilleur 3 ans de Coolmore, et le Français Onesto, vainqueur du Grand Prix de Paris. Dans les semaines qui suivent, les spéculations vont bon train quant à une participation de Vadeni au Prix de l'Arc de Triomphe. Il y est annoncé partant finalement, et doit lever une double interrogation : son aptitude au terrain souple, et sa tenue pour aller jusqu'au bout du parcours classique, les 2 400 mètres qu'il aborde pour la première fois. Luxembourg, Onesto et Mishriff sont là aussi. Tout comme le tenant du titre Torquator Tasso et la jument Alpinista, invaincue depuis deux ans et favorite de l'épreuve. Du quatuor de tête des Irish Champion Stakes, Vadeni est finalement le seul à se mettre en évidence. Et de quelle manière : lancé à la poursuite d'Alpinista, il s'incline certes, mais se comporte en champion en prenant une belle deuxième place : il est bien le meilleur 3 ans européen, ce que confirme son sacre aux Cartier Racing Awards.   
Maintenu à l'entraînement à 4 ans, Vadeni réapparaît dans le Prix Ganay. Une course sage pour un cheval encore loin de la pleine forme, qui le voit prendre la quatrième place. Plus inquiétante est sa radicale défaite en Irlande dans la Tattersalls Gold Cup, où il termine lointain cinquième de Luxembourg. En août 2023, son propriétaire annonce sa fin de carrière pour une reconversion au haras.

### Résumé de carrière
| Date         | Hippodrome   | Pays        | Course                                   | Statut      | Distance    | Jockey       | Place       | Écart       | Vainqueur ou deuxième | Temps       |
| 2021, 2 ans  | 2021, 2 ans  | 2021, 2 ans | 2021, 2 ans                              | 2021, 2 ans | 2021, 2 ans | 2021, 2 ans  | 2021, 2 ans | 2021, 2 ans | 2021, 2 ans           | 2021, 2 ans |
| ------------ | ------------ | ----------- | ---------------------------------------- | ----------- | ----------- | ------------ | ----------- | ----------- | --------------------- | ----------- |
| 26 juillet   | La Teste     | France      | Prix de l'hippodrome de Compiègne        | Inédits     | 1 400 m     | J.B. Eyquem  | 1er / 8     | 2           | Loubeisien            | 1'25"29     |
| 21 aout      | Deauville    | France      | Critérium du Fonds européen de l'élevage | Listed      | 1 600 m     | C. Soumillon | 1er / 6     | 2           | Officer of State      | 1'50"38     |
| 29 septembre | Chantilly    | France      | Prix de Condé                            | Gr. 3       | 1 600 m     | C. Soumillon | 3e / 6      | 1 ¾         | El Bodegon            | 1'52"69     |
| 2022, 3 ans  |              |             |                                          |             |             |              |             |             |                       |             |
| 17 avril     | Longchamp    | France      | Prix de Fontainebleau                    | Gr. 3       | 1600 m      | C. Soumillon | 5e / 10     | 2 ½         | Welwal                | 1'38"17     |
| 10 mai       | Chantilly    | France      | Prix de Guiche                           | Gr. 3       | 1 800 m     | C. Soumillon | 1er / 7     | 2 ½         | Machete               | 1'51"00     |
| 5 juin       | Chantilly    | France      | Prix du Jockey Club                      | Gr. 1       | 2 100 m     | C. Soumillon | 1er / 15    | 5           | El Bodegon            | 2'06"65     |
| 2 juillet    | Sandown      | Royaume-Uni | Eclipse Stakes                           | Gr. 1       | 2 000 m     | C. Soumillon | 1er / 6     | enc.        | Mishriff              | 2'05"20     |
| 10 septembre | Leopardstown | Irlande     | Irish Champion Stakes                    | Gr. 1       | 2 000 m     | C. Soumillon | 3e / 7      | 1 ¾         | Luxembourg            | 2'12"10     |
| 2 octobre    | Longchamp    | France      | Prix de l'Arc de Triomphe                | Gr. 1       | 2 400 m     | C. Soumillon | 2e / 20     | 1/2         | Alpinista             | 2'35"71     |
| 2023, 4 ans  |              |             |                                          |             |             |              |             |             |                       |             |
| 30 avril     | Longchamp    | France      | Prix Ganay                               | Gr. 1       | 2 100 m     | C. Soumillon | 4e / 7      | 2 ¾         | Irésine               | 2'13"39     |
| 28 mai       | Curragh      | Irlande     | Tattersalls Gold Cup                     | Gr. 1       | 2 100 m     | C. Soumillon | 5e / 10     | 9 ½         | Luxembourg            | 2'13"62     |

## Au haras
Vadeni commence sa carrière d'étalon en 2024 au haras de Bonneval, à 18 000 € la saillie. 

## Origines
Vadeni est issu de la première génération du prometteur étalon Churchill. Pour Coolmore, celui-ci avait défrayé la chronique en alignant sept victoires d'affilée, d'une Listed à 2 ans jusqu'aux 2000 Guinées irlandaises en passant par les National Stakes, les Dewhurst Stakes et les 2000 Guinées. Sacré 2 ans européen de l'année, il ne peut cependant plus gagner une course après son doublé dans les Guinées à 3 ans.  
Côté maternel, Vadeni est issu d'une souche Aga Khan très influente et provenant de l'acquisition de l'élevage Lagardère . Sa mère, Vaderana, fille du grand étalon allemand Monsun, n'a remporté qu'une modeste course à conditions au Mans. Avant Vadeni, ses produits s'étaient déjà illustrés à des niveaux intermédiaires et notamment Vadsena, par Makfi, qui a été plusieurs fois placée de Listed race. Vaderana est une fille de Vadawina qui pour cette même écurie avait remporté en 2005 le Prix Saint Alary et dont la fille Vadamar, par Dalakhani a remporté le Prix du Conseil de Paris. 

### Pedigree
| Origines de Vadeni (FR), mâle bai né en 2019 | Origines de Vadeni (FR), mâle bai né en 2019 | Origines de Vadeni (FR), mâle bai né en 2019 | Origines de Vadeni (FR), mâle bai né en 2019 |
| -------------------------------------------- | -------------------------------------------- | -------------------------------------------- | -------------------------------------------- |
| Père Churchill                               | Galileo                                      | Sadler's Wells                               | Northern Dancer                              |
| Père Churchill                               | Galileo                                      | Sadler's Wells                               | Fairy Bridge                                 |
| Père Churchill                               | Galileo                                      | Urban Sea                                    | Miswaki                                      |
| Père Churchill                               | Galileo                                      | Urban Sea                                    | Allegretta                                   |
| Père Churchill                               | Meow                                         | Storm Cat                                    | Storm Bird                                   |
| Père Churchill                               | Meow                                         | Storm Cat                                    | Terlingua                                    |
| Père Churchill                               | Meow                                         | Airwave                                      | Air express                                  |
| Père Churchill                               | Meow                                         | Airwave                                      | Kangra Valley                                |
| Mère Vaderana                                | Monsun                                       | Königstuhl                                   | Dschingis Khan                               |
| Mère Vaderana                                | Monsun                                       | Königstuhl                                   | Konigskronung                                |
| Mère Vaderana                                | Monsun                                       | Mosella                                      | Surumu                                       |
| Mère Vaderana                                | Monsun                                       | Mosella                                      | Monasia                                      |
| Mère Vaderana                                | Vadawina                                     | Unfuwain                                     | Northern Dancer                              |
| Mère Vaderana                                | Vadawina                                     | Unfuwain                                     | Height of Fashion                            |
| Mère Vaderana                                | Vadawina                                     | Vadaza                                       | Zafonic                                      |
| Mère Vaderana                                | Vadawina                                     | Vadaza                                       | Vadlamixa (famille 20-d)                     |